# George Koumantarakis
George Koumantarakis (* 27. März 1974 in Athen) ist ein ehemaliger südafrikanischer Fußballspieler griechischer Abstammung.
George Koumantarakis wuchs, obwohl er in Athen geboren wurde, im südafrikanischen Durban auf. Dort begann er seine fußballerische Laufbahn bei AmaZulu Durban und Manning Rangers Durban, mit denen er 1997 die südafrikanische Meisterschaft gewann. In der folgenden Saison spielte er für Supersport United Pretoria und wurde südafrikanischer Torschützenkönig. Am 6. April 1997 kam er gegen den Kongo außerdem zu seinem ersten Einsatz in der Südafrikanischen Fußballnationalmannschaft.
1998 ging Koumantarakis nach Europa und schloss sich zunächst dem FC Luzern an. Nach nur einer Saison wechselte er zum FC Basel, wo er viereinhalb Jahre spielte und seine erfolgreichste Zeit erlebte. 2002 gewann er mit dem Verein die Schweizer Meisterschaft und den Pokal. Außerdem stand er im selben Jahr im Kader der südafrikanischen Nationalmannschaft für die Weltmeisterschaft 2002 in Japan und Südkorea. Dort wurde er bei allen drei Spielern der Südafrikaner eingewechselt. Insgesamt kam er in seiner Karriere auf zwölf Einsätze in der Nationalmannschaft.
Anfang 2003 wechselte Koumantarakis zum englischen Verein Preston North End, bevor er 2004 nach Deutschland wechselte. Dort schloss er sich zunächst dem Zweitligaaufsteiger FC Rot-Weiß Erfurt an. Zwar zeigte er dort bei seinen wenigen Einsätzen stets gute Ansätze, jedoch wurde er immer wieder durch Verletzungen zurückgeworfen. Insgesamt bestritt er nur sechs Spiele für Erfurt, in denen er zwei Tore erzielte. Nach dem Abstieg der Thüringer wechselte Koumantarakis zum Ligakonkurrenten SpVgg Greuther Fürth. Da er auch dort verletzungsbedingt nicht spielen konnte, wurde sein Vertrag im November 2005 aufgelöst. Mittlerweile spielt Koumantarakis wieder in seinem Heimatland Südafrika, bei den Cape Town Spurs.
| Personendaten    | Personendaten                   |
| ---------------- | ------------------------------- |
| NAME             | Koumantarakis, George           |
| KURZBESCHREIBUNG | südafrikanischer Fußballspieler |
| GEBURTSDATUM     | 27. März 1974                   |
| GEBURTSORT       | Athen, Griechenland             |